# Kodak Tower
Kodak Tower es un rascacielos de 19 pisos en 343 State Street del distrito de High Falls de Rochester (Estados Unidos). Es parte del complejo de la sede de Eastman Kodak. Tiene una altura de 111 m. Fue el edificio más alto de Rochester durante más de 50 años desde su finalización en 1914 hasta que la Xerox Square Tower lo superó a fines de la década de 1960. Hoy en día, es el cuarto edificio más alto de Rochester y es el noveno edificio más alto del estado de Nueva York fuera de la ciudad de Nueva York. Eastman Kodak Company es propietaria del rascacielos y sigue siendo la sede de la empresa. Entre 2008 y 2010 se reparó y restauró el exterior del edificio.

## Historia
La Kodak Tower se construyó en el sitio de una antigua fábrica junto a varios edificios Camera Works de siete pisos que se agrupaban alrededor del sitio. La construcción comenzó en 1912 y se completó en 1914 con el fundador de Kodak, George Eastman, presidiendo el proyecto. Tras su finalización en 1914, la torre fue el edificio más alto de Rochester hasta la década de 1960.

### Diseño y Construcción
La Kodak Tower fue diseñada por Howard Wright Cutler y Gordon & Kaelber Architects con un estilo renacentista francés. Cuando comenzó la construcción en 1912, el edificio fue diseñado como un rascacielos de 16 pisos con un esqueleto de acero revestido con terracota. El edificio superó al Powers Building para convertirse en el edificio más alto de la ciudad tras su finalización en 1914.

### Adición de aguja

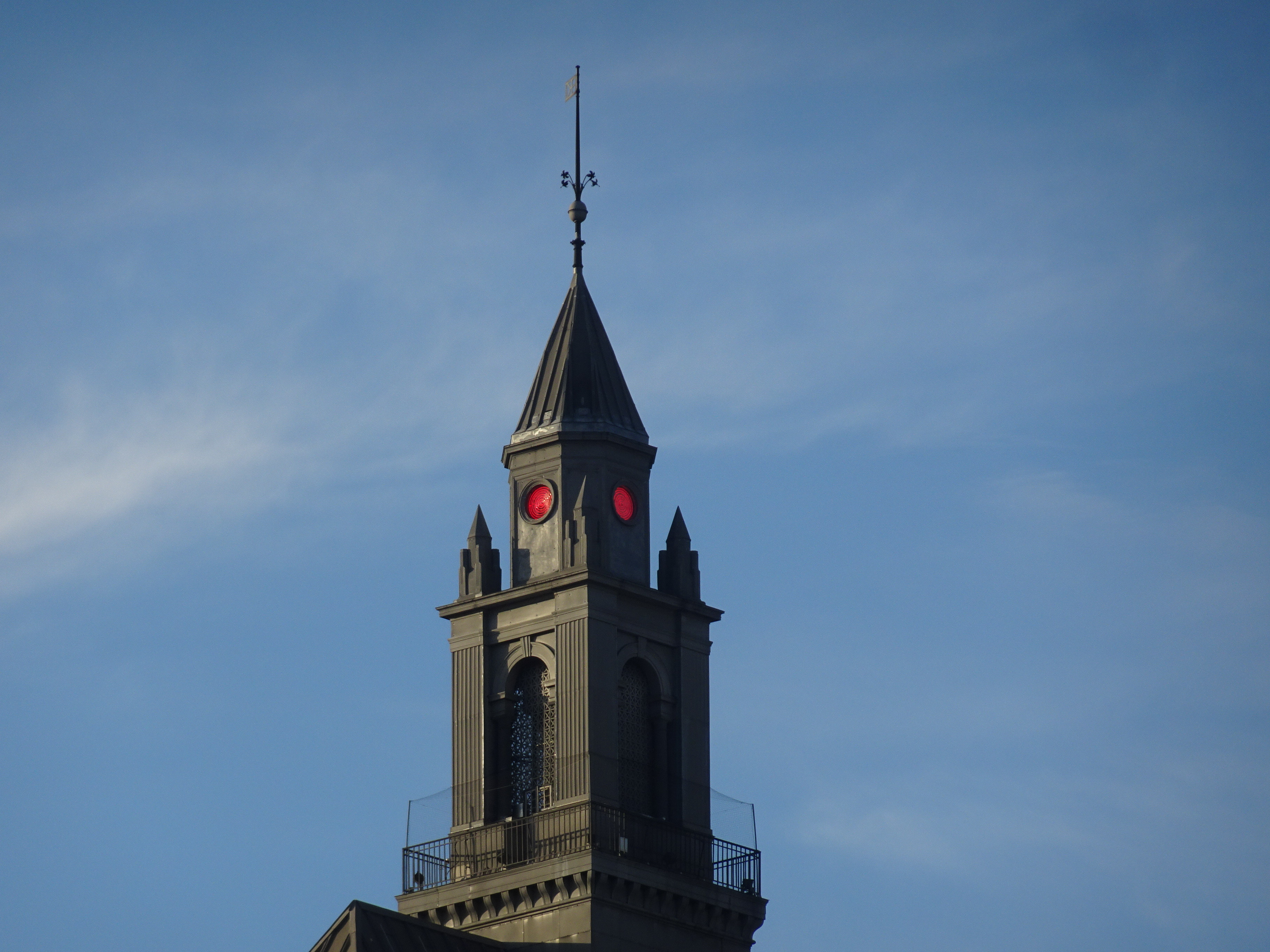
Detalle de la aguja

A fines de la década de 1920, los arquitectos del Genesee Valley Trust Building anunciaron planes para montar una característica arquitectónica que amenazaría el estatus de la Kodak Tower como el edificio más alto de la ciudad. Tras el anuncio, Eastman Kodak contrató a un arquitecto para construir 3 plantas más en el edificio con un techo abuhardillado y una torre de aluminio, elevando la torre a una altura de 111,6 m pies en 1935.

## Arquitectura
La Kodak Tower es 103,6 m de altura hasta el techo y alcanza una altura total de 111,6 m alto. El edificio tiene 19 pisos de oficinas comerciales ocupadas exclusivamente por Eastman Kodak Company. En lo alto del edificio hay un balcón en los pisos 18 y 19 con un campanario gótico empinado y un pararrayos con las iniciales EK de Eastman Kodak en la parte superior del edificio.

### Señalización y luces
En el nivel del techo de los lados norte y sur de la torre se muestra un cartel en letra de imprenta que deletrea el nombre de la empresa KODAK. Durante toda la noche el cartel se ilumina con luces de neón rojas. Además del letrero, la fachada del balcón 18 y 19 de la torre se ilumina durante ocasiones especiales, como eventos deportivos y días festivos.

### Restauración
El 13 de junio de 2008, Eastman Kodak anunció que repararía y restauraría el exterior de la torre. El edificio necesitaba reparaciones urgentes debido al deterioro de la mampostería en muchos lugares de la torre que amenazaba la seguridad e integridad del edificio. La restauración se completó en 2010.

## Galería

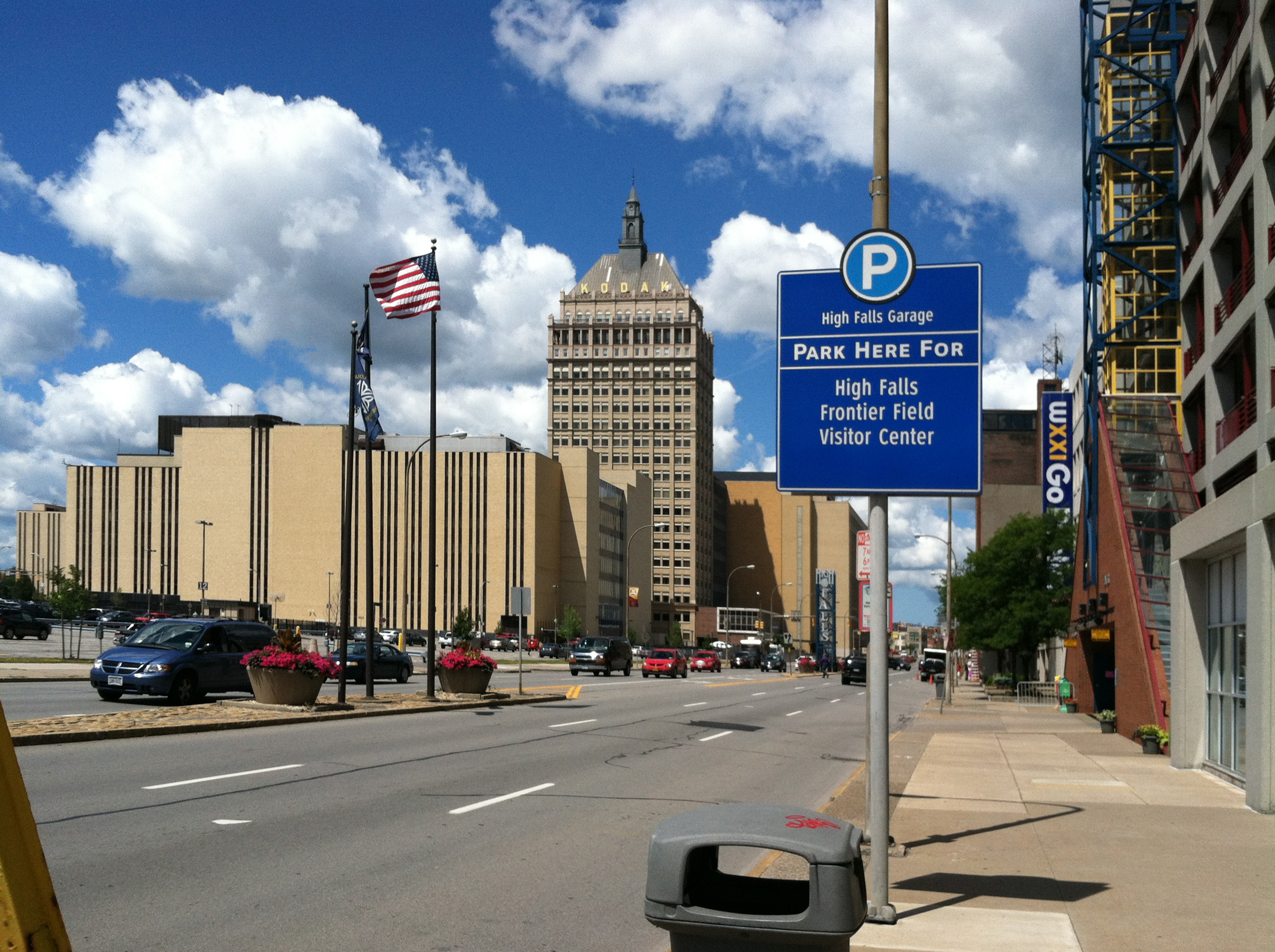
Desde Commercial Street
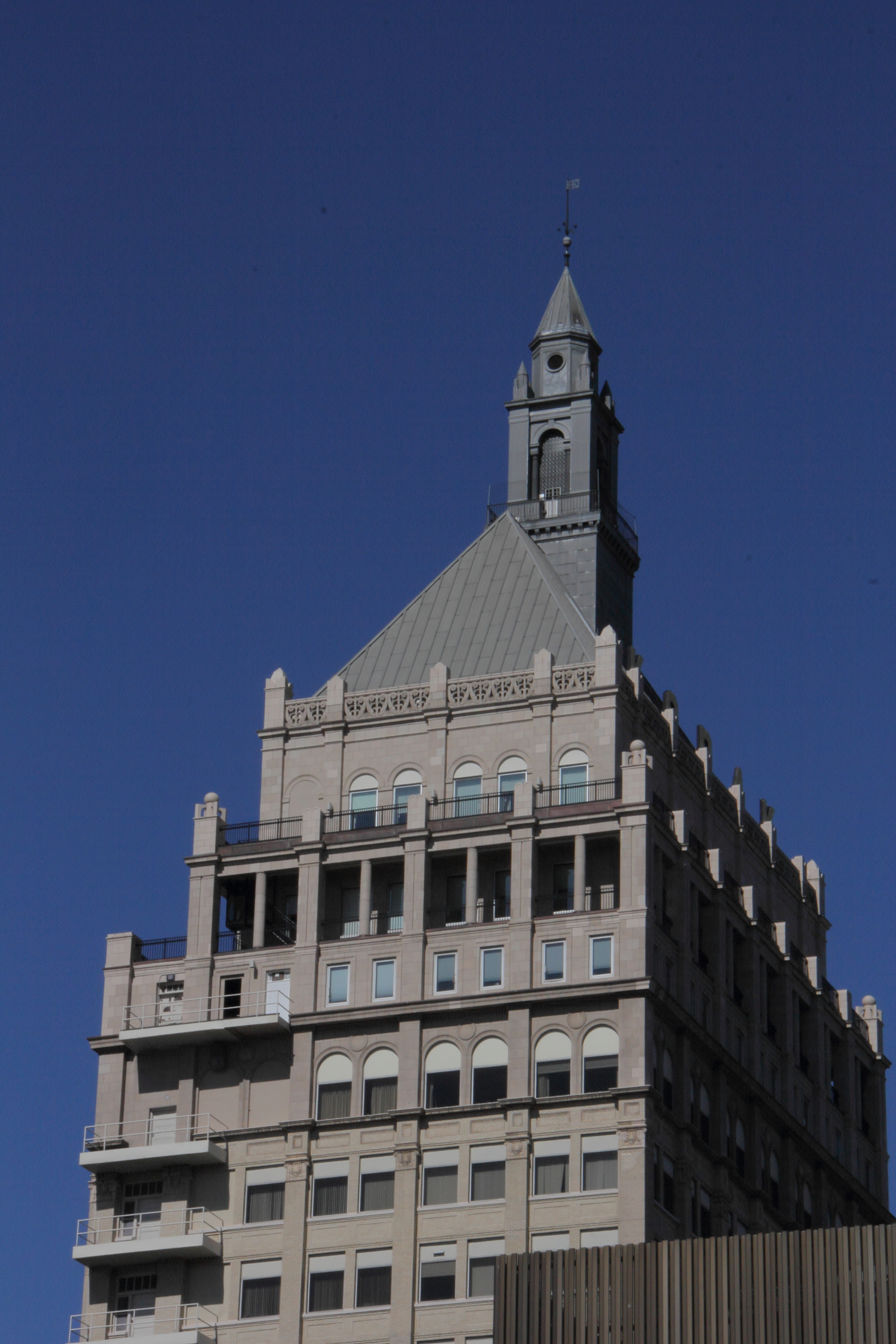
Balcón y aguja
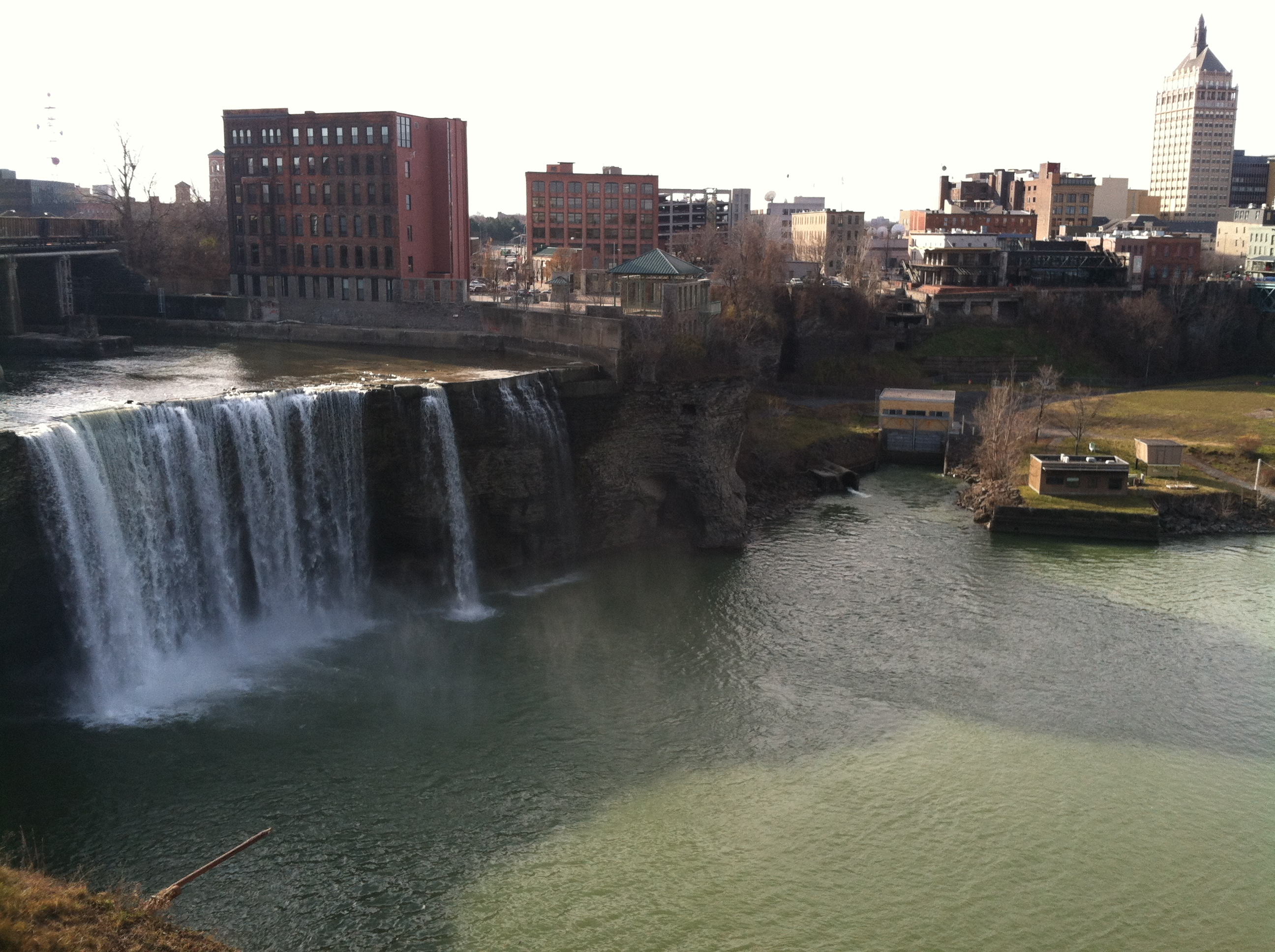
Desde High Falls
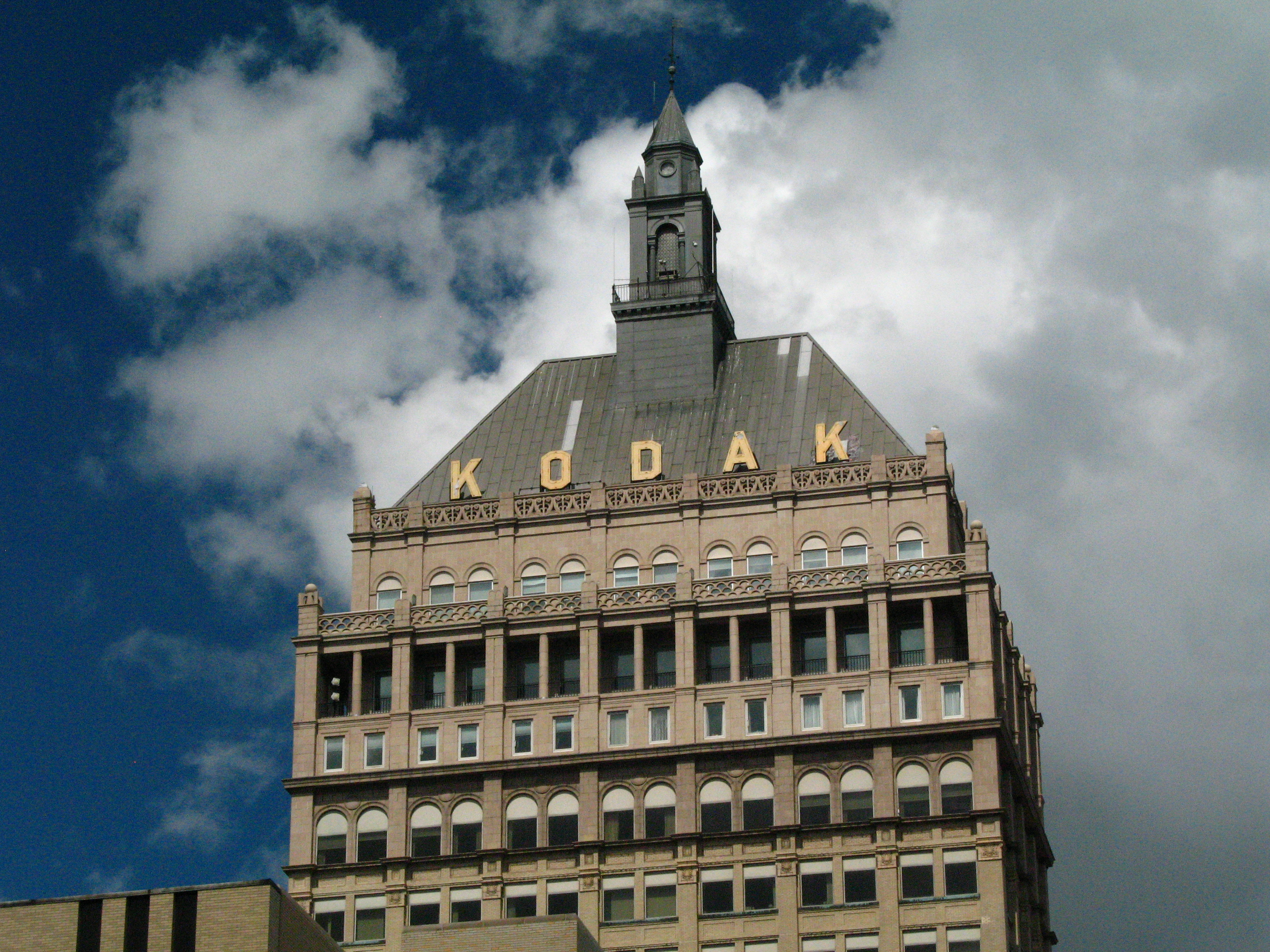
La parte superior en agosto de 2008
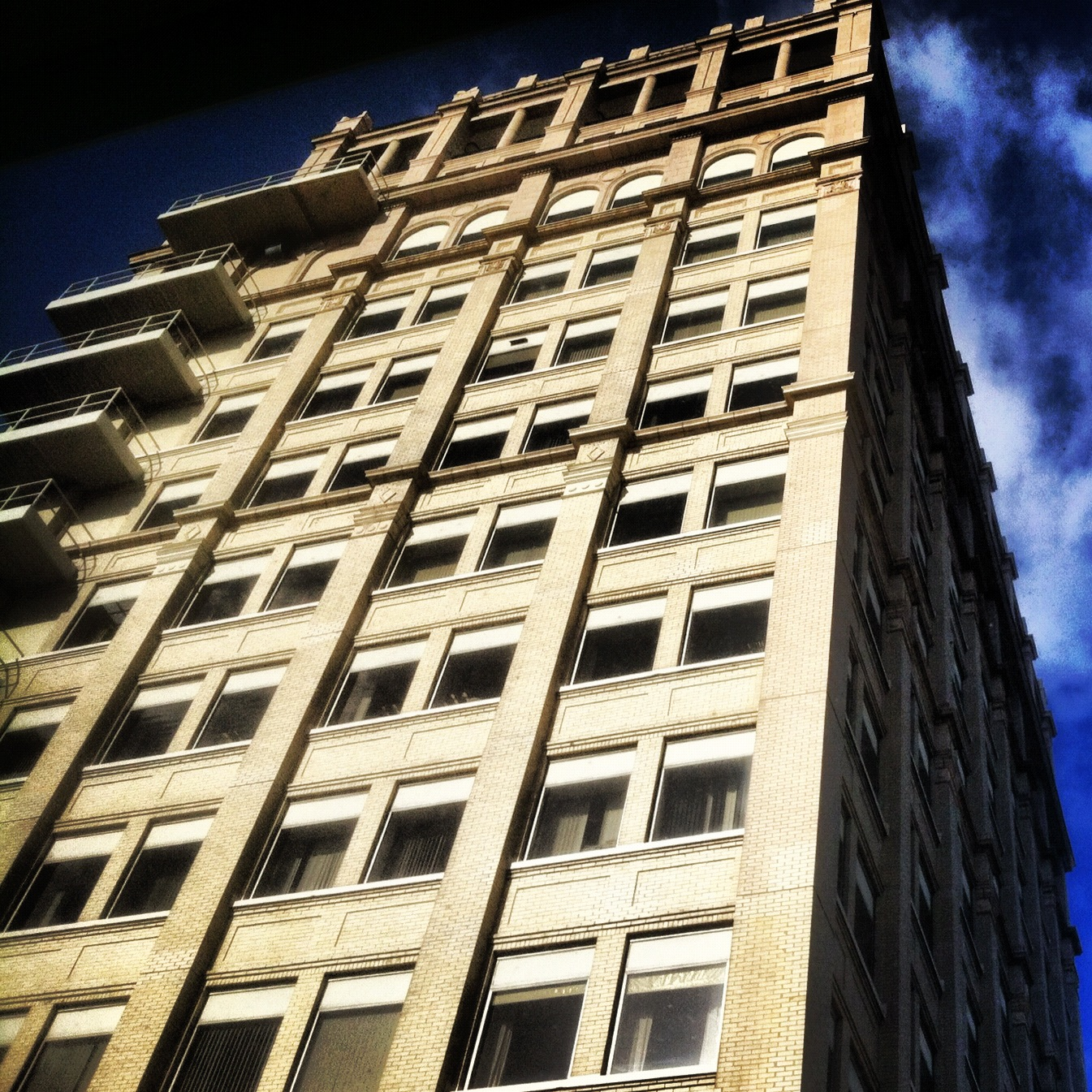
Fachada
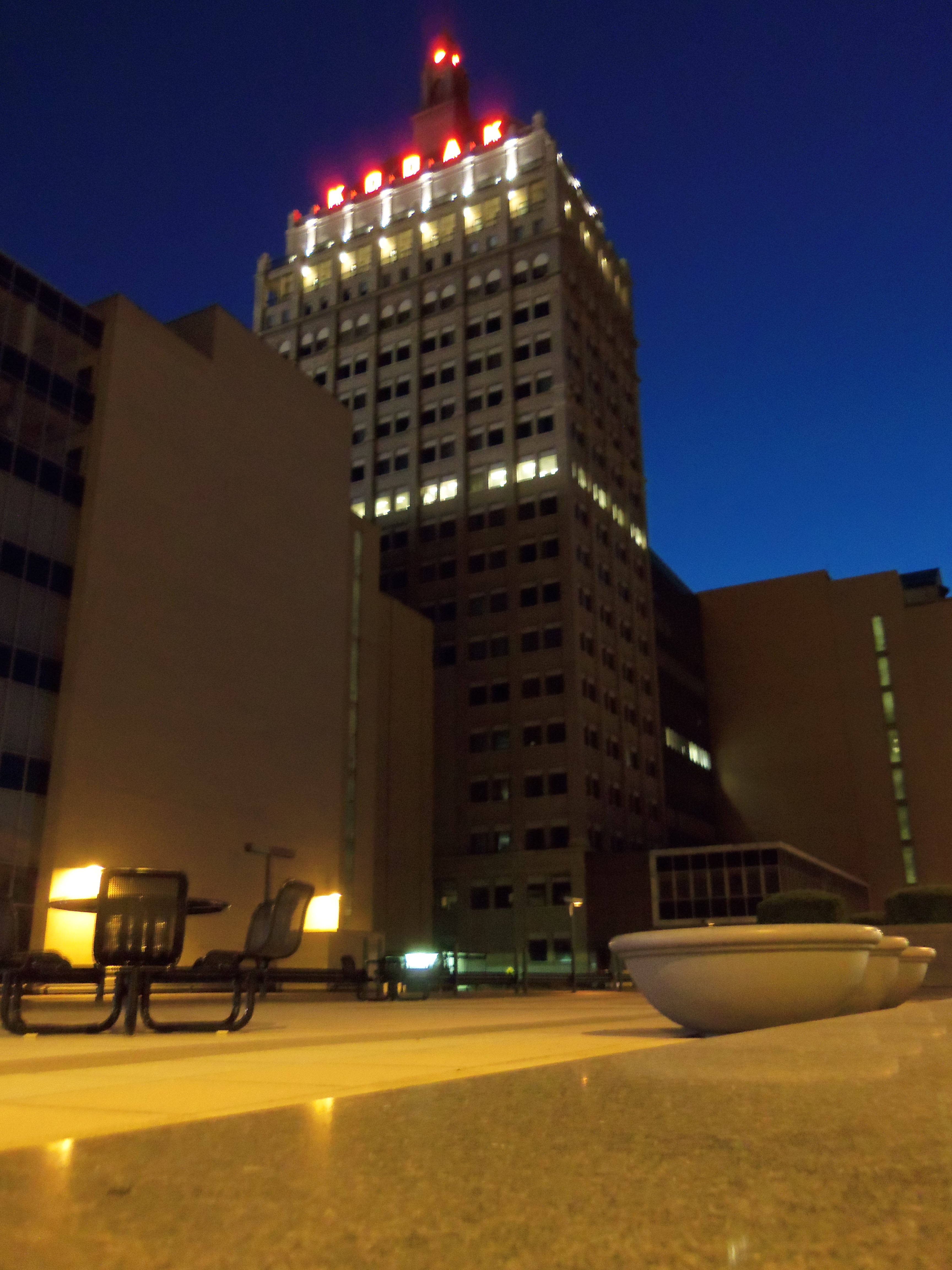
Iluminación nocturna
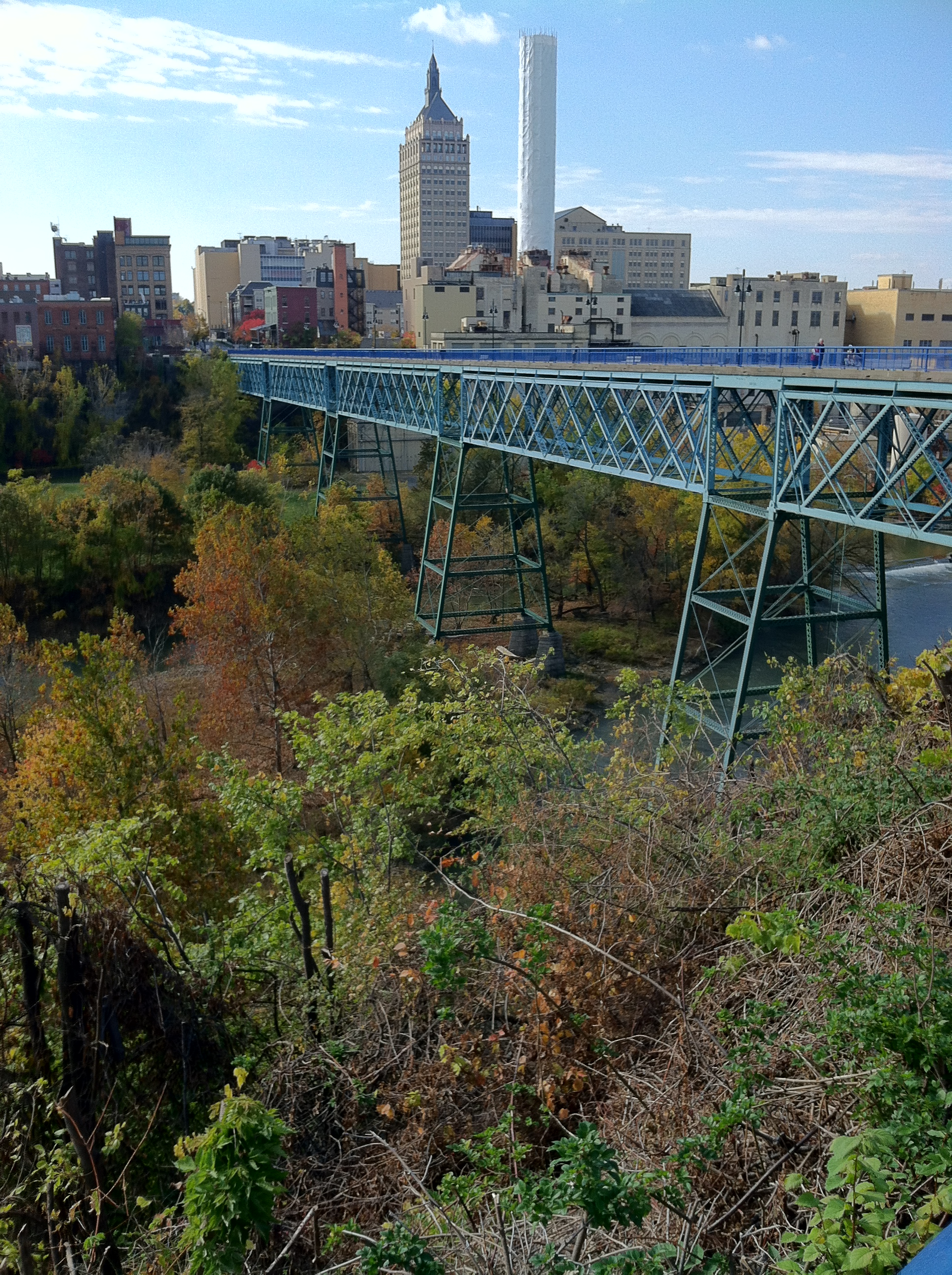
Desde el puente De Rennes
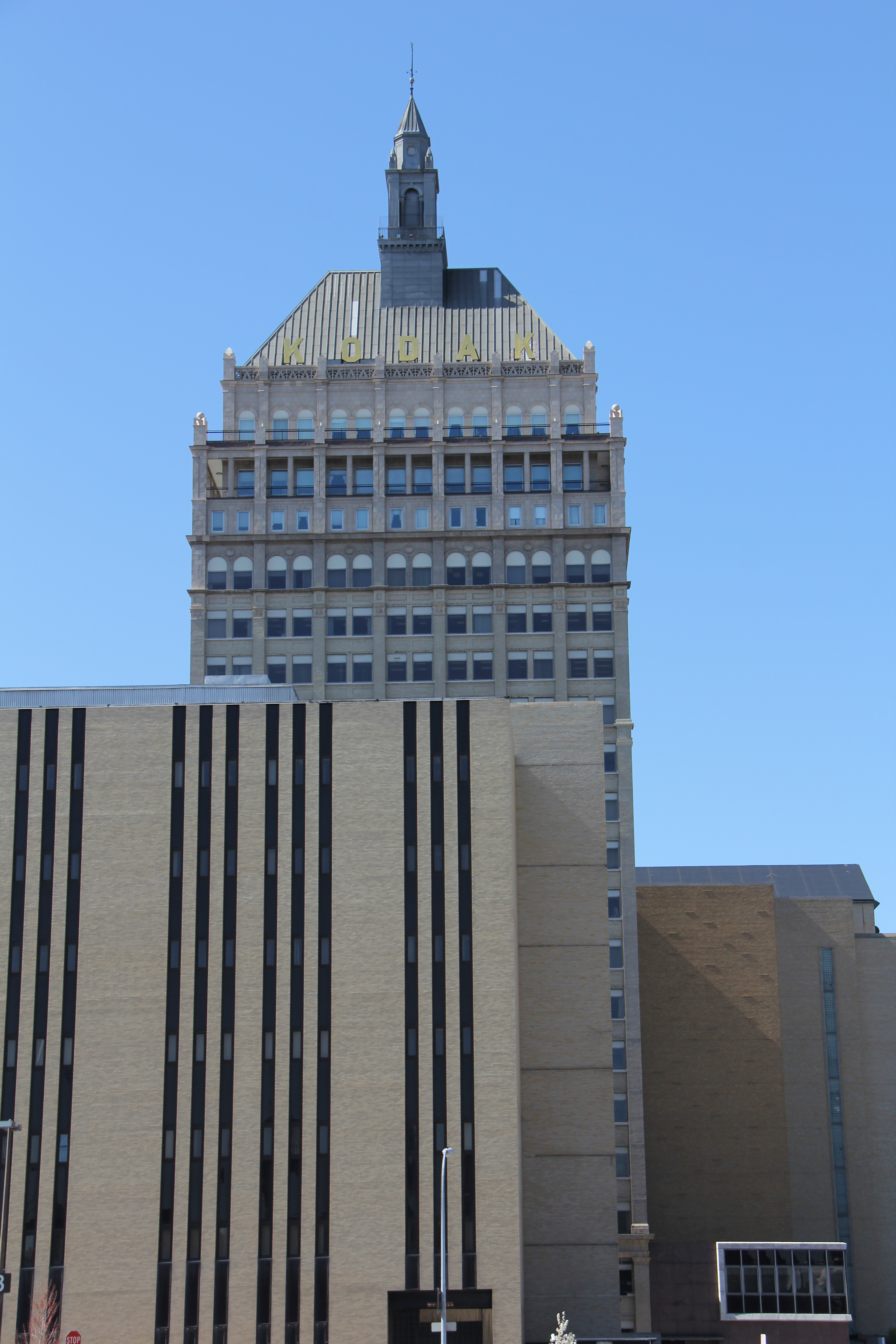
Desde el sur